# Matt Lennox
Matt Lennox est un écrivain romancier canadien de langue anglaise, né en 1980 à Orillia (Ontario, Canada).

## Biographie
Il étudie le cinéma à l'Université York de Toronto, puis s'engage dans l'Armée canadienne et sert à Kandahar (Afghanistan) en 2008-2009.
Au retour, il suit une formation en ateliers d'écriture à l'Université de Guelph (Ontario, Canada), et se met progressivement à publier.

## Œuvres
- 2009 : Men of Salt, Men of Earth, finaliste du ReLit Awards (en) 2010 en fiction courte
- 2012 : The Carpenter, traduit en français sous le titre Rédemption en 2014, 414 p.  (ISBN 978-2-2262-5441-2)
- 2015 : Knucklehead, sur la liste longue du Combat des livres 2017